# Andrássy Ilona (főápolónő, 1917–1990)
Csíkszentkirályi és krasznahorkai gróf Andrássy Ilona (Budapest, 1917. december 2. – Budapest, 1990. június 12.) magyar arisztokrata, főápolónő, laboráns.

## Származása
Apai ágon a székely származású csíkszentkirályi és krasznahorkai gróf Andrássy család betléri főágának egyenesági leszármazottja. Dédapja gróf Andrássy Manó, a „vasgróf” volt. Anyai ágon a lengyel származású gróf Chołoniewski család leszármazottja. Családja a második világháború alatt, 1944 végén a liechtensteini Vaduzba költözött és telepedett le, ám ő Magyarországon maradt.

## Élete
Édesapja csíkszentkirályi és krasznahorkai gróf Andrássy (II.) Manó nagybirtokos, a magyar országgyűlés főrendi táblájának, majd felsőházának tagja; édesanyja gróf Chołoniewska Mária volt. Öccse, csíkszentkirályi és krasznahorkai gróf Andrássy Géza volt. Gyermekkora nagy részét a budapesti Esterházy utcai Andrássy-palotában, illetve a betléri Andrássy-kastélyban töltötte. Alapfokú tanulmányait magánúton végezte, majd 1937-ben a Sacré Coeur Budapesti VIII. kerületi Sophianum Katolikus Leánygimnáziumban magántanulóként gimnáziumi érettségi bizonyítványt szerzett. Angol, német, francia, szlovák nyelven beszélt. Az érettségit követően a Pozsony megyei Modor kerámiagyár gyakornoka volt.
A második világháború alatt több helyen végzett karitatív munkát. Az 1939-ben létrejött Magyar-lengyel Menekültügyi Bizottság munkáját segítve lengyel menekülteknek biztosított megélhetést és szállást. 1942-ben elvégezte a Magyar Vöröskereszt által szervezett önkéntes ápolónői és műtősnői tanfolyamot, amelyet követően a Magyar Királyi 1. számú Honvéd Helyőrségi Kórházban szolgált kórtermes, műtős és laboratóriumi beosztottként. 1944-től a Sziklakórház főápolónője volt. A nyilas hatalomátvételt követően a vöröskeresztes zsidó gyermekotthonok felügyelője lett.
Később a Vírus Oltóanyagtermelő Intézet és Kutatólaboratórium Rt.-nél, a Phylaxia Oltóanyag Termelő Intézetben, a Chinoin Gyógyszertár Penicillin Biológiai Laboratóriumában, illetve a Központi Biokémiai Ipari Kutatólaboratóriumban dolgozott mint laboráns. Ezután, 1952-ben kitelepítették a hortobágyi Árkus-tanyára arisztokrata származása miatt. Az Árkus-tanyán egy marhaistállóban élt és a szászteleki Állami Gazdaságban dolgozott mint borjúnevelő, egészen 1953-ig.
Folytatta munkáját a Központi Biokémiai Ipari Kutatólaboratóriumban, majd elhelyezkedett a Vas utcai kórházban mint ápolónő. Az 1956-os októberi forradalom idején több, harcokban megsebesült áldozatot látott el. 1957-ben ismét letartóztatták, közbiztonsági őrizetbe vették, s a kistarcsai internálótáborba szállították, ahol egy éven keresztül tartották.
Férje, prof. dr. füzesi Klimkó Dezső sebész volt, akivel 1957 és 1964 között voltak házasok. Miután 1961-ben letartóztatták, amiért a központi szemináriumból kizárt kispapok anyagi támogatását segítette, négy év börtönbüntetésre ítélték. A börtönben töltött évei során a Kalocsai Konfekcióipari Vállalat 7-es szalagján dolgozott, ahol munkaruhagyártással foglalkoztak. Itt betanított munkási bizonyítványt szerzett. Mivel férje karrierépítését hátráltatta felesége arisztokrata származása és börtönben való raboskodása, ezért Ilona tudta nélkül beadta a válókeresetet és elvált tőle. Végül 1964-ben feltételesen szabadon bocsátották Ilonát.
Az Ortopédiai Klinikán helyezkedett el mint laboráns, majd vezetőasszisztens lett.
1983-ban rákos daganatot diagnosztizáltak nála. A budapesti Szabolcs utcai kórházban, 1990. június 12-én hunyt el. Előbb a Farkasréti temetőben, 1990. június 27-én temették el. Később a krasznahorkai vár mauzóleumában, 1991. július 13-án helyezték örök nyugalomra. A 2010-es években Erdős Kristóf történész kutatásai alapján alapos életrajzi tanulmányokat publikált róla.
A lengyelek megsegítéséért tett szolgálatai elismeréseként 2022-ben postumus megkapta a Virtus et Fraternitas-érmet. A kitüntetést nevében Erdős Kristóf, a Magyar Nemzeti Emlékezet Bizottságának tagja vette át.